# بانک کره
بانک کره (انگلیسی: Bank of Korea) شرکت خدمات مالی و بانکداری کره‌ای است،  که در سال ۱۹۵۰ تأسیس شد.